# Erpetogomphus viperinus
Erpetogomphus viperinus – gatunek ważki z rodziny gadziogłówkowatych (Gomphidae). Występuje na terenie Ameryki Środkowej.